# Olivetti Studio 46
La Olivetti Studio 46 è una macchina per scrivere semi-standard della casa produttrice italiana Olivetti, costruita a partire dal 1976 fino ai primi anni '90. 

## Storia

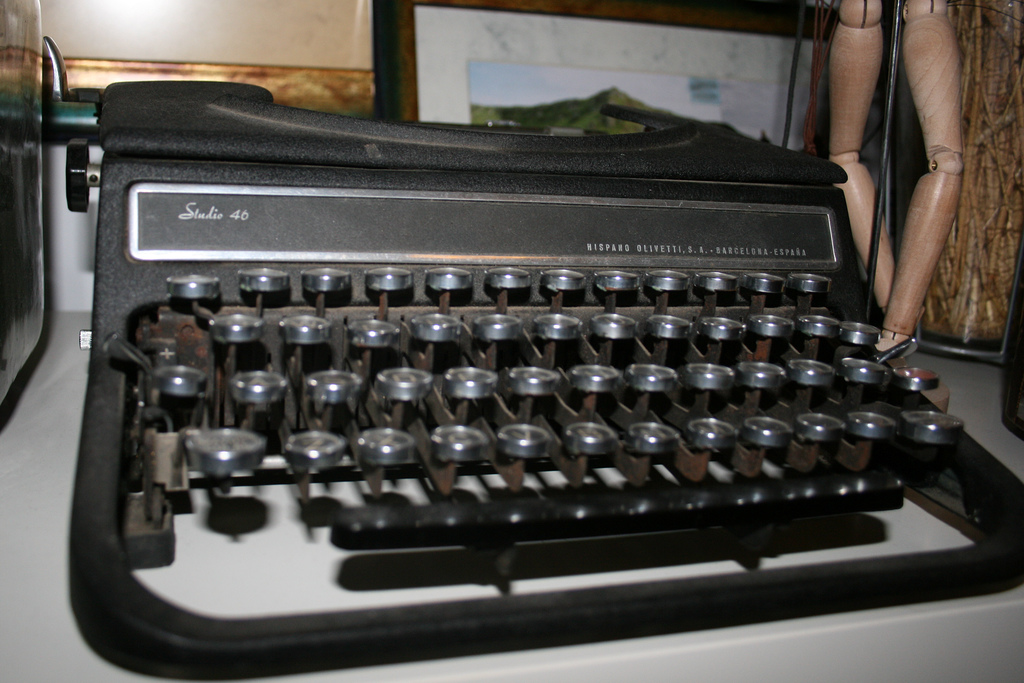
Olivetti Studio 46 hispano

È stata disegnata dagli architetti Mario Bellini,  Antonio Macchi Cassia, Gianni Pasini e Sandro Pasqui nel 1973; la prima versione è uscita nel 1974; successivamente ne sono uscite altre 3 grazie al successo conseguito negli uffici e nelle case dalla prima versione. La prima aveva la carrozzeria metallica in lega magnesio-alluminio, le altre, più leggere, portatili e pensate per una clientela giovanile, erano in materiale plastico. Vi era inoltre un modello chiamato Studio 46 Hispano in metallo che è praticamente identica alla Olivetti Studio 42.
Sono state costruite fino al 1995.
Grazie alla sua praticità nel trasporto ed alla sua robustezza veniva usata sia come macchina portatile che come macchina da ufficio.